# Millimètre de mercure
Le  millimètre de mercure (symbole mmHg) ou torr (symbole Torr) est une unité de mesure de la pression. Le millimètre de mercure, ou torr, vaut exactement 1/760 atmosphère (atm), soit environ 133,322 pascals (Pa).
Cette unité ne fait pas partie du Système international d'unités. Elle est principalement utilisée en  médecine pour la mesure de la pression sanguine et en physique dans le cas des très basses pressions.
Torr est une abréviation du nom du physicien et mathématicien italien Evangelista Torricelli, inventeur du baromètre à colonne de mercure.

## Historique
Evangelista Torricelli est l'inventeur du baromètre à colonne de mercure. Il est considéré comme ayant donné la première explication moderne de la pression atmosphérique : elle correspond au poids que l'air exerce sur les surfaces.
Par la suite, une hauteur de 760 millimètres de mercure à une température de 0 °C a été considérée comme le standard de la pression atmosphérique au niveau de la mer. En l'honneur de Torricelli, la pression exercée par un millimètre de mercure (de symbole mmHg) à 0 °C, condition normale de température, a été appelée torr (de symbole Torr),,.
Cependant, la gravité n'étant pas homogène à la surface de la Terre du fait des irrégularités de sa forme, cette définition est imprécise et varie selon les lieux. En 1954 la définition de la pression atmosphérique normale a été révisée lors de la 10e Conférence générale des poids et mesures : désormais une atmosphère (atm), soit 760 mmHg ou torr, vaut exactement 101 325 pascals (Pa),. Dès lors, le millimètre de mercure, ou torr, est défini comme 1/760e d'atmosphère, une définition précise, non ambigüe, qui est indépendante des mesures de la densité du mercure ou de l'accélération due à la gravité de la terre.
En météorologie, en France, le millimètre de mercure a été remplacé en 1927 par le millibar, lui-même par la suite remplacé par l'hectopascal.

## Définition

### Le millimètre de mercure ou torr
Le millimètre de mercure ou torr est indexé sur la pression atmosphérique normale : 1 atmosphère (atm), soit 101 325 pascals (Pa), correspond exactement à 760 mmHg ou Torr,.
1 mmHg ou Torr vaut exactement 101 325/760 pascals, soit environ :
- 133,322 Pa ;
- 0,133 322 kPa ;
- 1,333 22 × 10−3 bar ;
- 1,315 79 × 10−3 atm ;
- 1,933 68 × 10−2 psi.

Réciproquement :
- 1 Pa ≈ 7,500 62 × 10−3 Torr ;
- 1 kPa ≈ 7,500 62 Torr ;
- 1 bar ≈ 750,062 Torr ;
- 1 atm = 760 Torr (exactement) ;
- 1 psi ≈ 51,714 94 Torr.

### Calcul par la densité du mercure
La définition antérieure à 1954 du millimètre de mercure est la pression exercée par une colonne de 1 mm de hauteur de mercure (symbole Hg) liquide à 0 °C. Cette pression vaut :
{\displaystyle \Delta P=\rho \cdot g\cdot h}
avec :
- {\displaystyle \Delta P} la pression exercée par la colonne de liquide ;
- {\displaystyle \rho } la masse volumique du mercure à 0 °C, {\displaystyle \rho } = 13 595,1 kg/m3 ;
- {\displaystyle g} l'accélération de la pesanteur, {\displaystyle g} = 9,806 65 m/s2 ;
- {\displaystyle h} la hauteur de la colonne de mercure, soit 1 mm = 0,001 m.

En pascals on obtient :
{\displaystyle \Delta P} = 13 595,1 × 9,806 65 × 0,001 ≈ 133,322 Pa
en torrs :
{\displaystyle \Delta P} = 760/101 325 × 13 595,1 × 9,806 65 × 0,001 ≈ 1,000 000 14 Torr
L'écart entre la valeur ainsi obtenue et celle obtenue par la définition indexée sur la pression normale est donc de moins de 2 × 10−7 Torr.

## Usage

### En physique
Cette unité de pression est utilisée en physique dans le cas des très basses pressions (dépôt chimique en phase vapeur).

### En médecine
Le millimètre de mercure est l'unité légale pour la mesure de la pression sanguine dans certains pays,,,. Il est également utilisé pour mesurer les contractions utérines.